# Спасск (Пензенская область)
Спасск — город в России, административный центр Спасского района Пензенской области.
Образует муниципальное образование город Спасск со статусом городского поселения как единственный населённый пункт в его составе.

## География
Город расположен на равнине, на левом берегу реки Студенец в 32 км от железнодорожной станции Зубова Поляна, в 18 км от железнодорожной станции Торбеево, на федеральной автотрассе М-5 «Урал», на расстоянии 472 км от Москвы и 162 км к северо-западу от Пензы.

## История
В 1648 году в Мещёрском (Шацком) уезде было обнаружено дикое поле. Поскольку эта земля никому не принадлежала, то была передана Ново-Спасскому монастырю в вотчину по жалованной грамоте. В 1663 году здесь основано село Богданово.
Первыми его поселенцами были монастырские и беглые крестьяне. По переписи 1669 года население составляло 315 человек. В конце XVIII века в Спасске проживало 3005 человек, по первой Всероссийской переписи 1897 года — 6439.
Примерно с 1673 года село стало называться Богданово-Спасским по находившейся в нём церкви Спаса. В 1675 году здесь открылся базар.
Богданово-Спасское до 1673 года находилось в Кадомском уезде, до 1779 года — в Шацком уезде Азовской, потом Воронежской губернии.
В 1774 году Богданово-Спасское было захвачено пугачевским отрядом во главе с атаманом Яковом Ивановым, они захватили лавки, соляные амбары, казну, повесили нескольких помещиков. Пугачевцы были выбиты из села карательным отрядом гусар Екатерины II.
16 сентября 1779 года образовалось Тамбовское наместничество с 15 уездами, в том числе Спасским. Указом Екатерины II село было переименовано в город Спасск. В то время в России уже было несколько городов с таким названием: в Рязанской и Казанской губерниях (а позже, в 1917 году, появился Спасск-Дальний на Дальнем Востоке). Вскоре последовал указ, в котором к имени уездного центра Тамбовского наместничества прибавлялось название здешней реки Студенец, и город называли Спасском-на-Студенце.
В 1829 году через Спасск в Москву проезжал В.Г. Белинский, отмечавший, что город «не имеет каменного дома для присутственных мест, которые размещены по разным лачугам, нет ни одного каменного дома, только домов десяток, крытых тесом. Словом, Спасск есть ни что иное, как довольно хорошее село и довольно гнусный городишко. Впрочем, я это говорю-то о наружном, а не внутреннем его достоянии».
В Спасске промышленных предприятий не было. Существовали небольшие полукустарные заведения: 7 пивоварен, 14 салотопен и 3 харчевни. Истощение леса, отдаленность от крупных водных артерий, отсутствие железной дороги сдерживали его экономическое развитие. 
1923 — Спасский уезд был передан из Тамбовской губернии в Пензенскую и укрупнён за счёт присоединённых к нему Наровчатского и Керенского уездов. Его территория тогда составляла 8 466,3 км².
Состоявшаяся 19—20 апреля 1925 года уездная партийная конференция постановила переименовать город Спасск в Беднодемьяновск в честь поэта Демьяна Бедного (1883—1945). Сам поэт здесь не побывал, но, тем не менее, он вёл с трудящимися оживлённую переписку. 18 сентября 1925 года ВЦИК за подписью М. И. Калинина принял постановление о переименовании Спасска Пензенской губернии в город Беднодемьяновск, и, соответственно, волости и уезда.
В 1928 году после упразднения губерний и уездов Беднодемьяновск становится центром Беднодемьяновского района Мордовского округа Средне-Волжской области. С 1939 года в составе Пензенской области.
В 2003 году главы местного самоуправления района выступили с инициативой переименовать город и район в Спасск и Спасский соответственно. В дальнейшем эта инициатива была поддержана представительным органом района, затем Законодательным собранием Пензенской области, и наконец Государственной Думой РФ. Федеральный закон «О переименовании г. Беднодемьяновска Беднодемьяновского района Пензенской области в г. Спасск» был принят Госдумой 21 сентября 2005 года, одобрен Советом Федерации 5 октября 2005 года, а  13 октября 2005 года подписан Президентом России Владимиром Путиным. Беднодемьяновский район также был переименован в Спасский.

## Население
| 1669  | 1795  | 1856  | 1877  | 1897  | 1910  | 1913    | 1926  | 1931  |
| ----- | ----- | ----- | ----- | ----- | ----- | ------- | ----- | ----- |
| 315   | ↗3005 | ↗4500 | ↘3478 | ↗6439 | ↗9999 | ↗10 000 | ↘6899 | ↘5816 |
| 1939  | 1959  | 1970  | 1979  | 1989  | 1992  | 1996    | 1998  | 2000  |
| ↗6788 | ↘6192 | ↗7512 | ↗8043 | ↗8299 | ↗8400 | →8400   | →8400 | ↘8200 |
| 2001  | 2002  | 2003  | 2004  | 2005  | 2006  | 2007    | 2008  | 2009  |
| ↘8100 | ↘7628 | ↘7600 | ↘7331 | ↘7300 | ↘7200 | →7200   | ↘7100 | ↘7071 |
| 2010  | 2011  | 2012  | 2013  | 2014  | 2015  | 2016    | 2017  | 2018  |
| ↗7442 | ↘7410 | ↘7347 | ↘7270 | ↘7209 | ↗7232 | ↘7175   | ↗7178 | ↘7106 |
| 2020  | 2021  |       |       |       |       |         |       |       |
| ↘7016 | ↘6936 |       |       |       |       |         |       |       |

На 1 января 2025 года по численности населения город находился на 1020-м месте из 1124 городов Российской Федерации.

## Воинский мемориал
На центральной площади города Спасска расположен Мемориал воинам, погибшим в годы Великой Отечественной войны.
Позади мемориала расположена Аллея Героев, на которой установлены бюсты семи Героев Советского Союза — Дмитрия Иванова, Александра Лёвина, Виктора Шишкова, Николая Забродина, Ивана Ульянова, Фёдора Коробкова и Ивана Аляпкина, а также полного кавалера ордена Славы Степана Карабанова и кавалера ордена Ленина Василия Кочеткова.

## Храмы
Спасо-Преображенский собор был построен в Спасске в 1810 году на средства спасского купца Тимофея Самгина, закрыт в 1929 году. В 1967 году собор был взорван.
Церковь Вознесения Господня, представляющая собой в архитектурном отношении четырёхстолпный пятикупольный храм с русско-византийском стиле с трапезной и многоярусной колокольней, была построена в 1841—1859 годах на деньги купцов В. В. Бундикова и Н. Г. Макова. Имеет Предтеченский и Никольский боковые приделы и Казанской Божией Матери и Василия Великого в трапезной. Закрыта в 1930-х, с 1946 года по настоящее время является единственной действующей православной церковью Спасска. До 2012 г. относилась к Нижнеломовскому благочинию Пензенской и Кузнецкой епархии Русской Православной Церкви. На стене церкви имеется мраморная доска с текстом: «Церковь Вознесения время сооружения 1830 г».
С 2012 года православные храмы города Спасска входят в состав Спасского благочиния Сердобской епархии на основании Решения Священного Синода Русской Православной Церкви от 26 июля 2012 года, согласно которому образована Сердобская и Спасская епархия в составе Пензенской митрополии.
На центральной площади Спасска возведена Часовня Вознесения Христова, также относящаяся к Сердобской и Спасской епархии.
Кроме того, до революции в Спасске действовали Приписной кладбищенский храм в честь Успения Пресвятой Богородицы, построенный в 1867 году на средства спасского купца Ефима Щеглова, Храм во имя иконы Божией Матери «Всех скорбящих Радость», устроенный в 1860 году Ефимом Щегловым на третьем этаже тюремного замка, единоверческая деревянная Никольская церковь, построенная в 1883 году на средства Синода и доброхотные пособия.

## Люди, связанные с городом
- Агапова, Прасковья Петровна (1917-2000) — бригадирка совхоза «Беднодемьяновский»; Герой Социалистического Труда.
- Беглов, Пётр Васильевич (1923—2010) — участник Сталинградской битвы ВОВ, организатор и руководитель строительных организаций района, почётный гражданин города.
- Коробков, Фёдор Григорьевич (1898—1942) — советский военный деятель, генерал-майор авиации; Герой Советского Союза.
- Кочетков, Василий Дмитриевич (1923—1942) — гвардии младший лейтенант, Герой Советского Союза.
- Мошкин, Павел Николаевич (1883—1938) — эсер, делегат Всероссийского Учредительного собрания.
- Пензин, Виктор Петрович (1938—2022) — советский и российский художник-график, основоположник жанра современного лубка, почётный гражданин города.